# Servizi segreti per stato
La seguente è una parziale lista di servizi segreti per stato nel mondo, comprendente anche le agenzie d'intelligence degli stati contemporanei.

## A

### Afghanistan
- Direzione nazionale della sicurezza (NDS)

### Albania
- Shërbimi Informativ Shtetëror (ShISH) - Servizio Informativo Nazionale
- Shërbimi Informativ i Rendit (ShIR) - Servizio Informativo di Ordine Pubblico
- Shërbimi Informativ i Ushtrisë (ShIU) - Servizio Informativo dell'Esercito

### Algeria
- Coordinamento dei servizi di sicurezza (CSS)
- Direzione generale della documentazione e della sicurezza esterna (DGDSE)
- Direzione generale della sicurezza interna (DGSI)
- Direzione generale dell'intelligence tecnica (DGRT)

### Arabia Saudita
- Al Mukhabarat Al A'amah - Servizio d'Informazioni Generale

### Argentina
- Secretaría de Inteligencia (SI) - Segreteria d'Informazioni
- Sistema de Inteligencia Nacional (SIN) - Sistema Nazionale d'Informazioni
- Dirección Nacional de Inteligencia Criminal (DNIC) - Direzione Nazionale d'Informazioni Criminali
- Dirección Nacional de Inteligencia Estratégica Militar (DNIEM) - Direzione Nazionale D'Informazioni Strategiche Militari
- Inteligencia de la Policía Federal Argentina - Servizio Informazioni della Polizia Federale Argentina
- Inteligencia de la Gendarmería Nacional Argentina (SIGN) - Servizio Informazioni della Gendarmeria Nazionale Argentina
- Inteligencia de la Prefectura Naval Argentina (SIPN) - Servizio Informazioni della Prefettura Navale Argentina
- Inteligencia de la Policía de Seguridad Aeroportuaria - Servizio Informazioni della Polizia Aeroportuale Argentina
- Unidad de Inteligencia Financiera (UIF) - Unità d'Informazioni Finanziarie
- Jefatura de Inteligencia del Estado Mayor Conjunto de las Fuerzas Armadas (J-2) - Dipartimento d'Informazioni dello Stato Maggiore Congiunto delle Forze Armate
- Servicio de Inteligencia del Ejército (SIE) - Servizio Informazioni dell'Esercito
- Servicio de Inteligencia Naval (SIN) - Servizio Informazioni Navale
- Servicio de Inteligencia de la Fuerza Aérea (SIFA) - Servizio Informazioni dell'Aeronautica

### Armenia
- National Security Service (NSS)

### Australia
- Australian Security Intelligence Organisation (ASIO)
- Australian Secret Intelligence Service (ASIS)
- Defence Intelligence Organisation (DIO)
- Defence Imagery and Geospatial Organisation (DIGO)
- Defence Signals Directorate (DSD)
- Inspector General of Intelligence Service (IGIS)
- National Open Source Intelligence Centre (NOSIC)
- Office of National Assessments (ONA)

### Austria
- Heeresnachrichtenamt (HNA) - Ufficio Informazioni dell'Esercito
- Abwehramt (AWA) - Ufficio Protezione Militare
- Bundesamt für Verfassungsschutz und Terrorismusbekämpfung (BVT) - Ufficio Federale per la Protezione della Costituzione e Antiterrorismo

### Azerbaigian
- Milli Tehlukesizlik Nazirliyi (MTN) - Ministero della Pubblica Sicurezza
- Daxili İşlər Nazirliyi (DIN) - Ministero degli Affari Interni

## B

### Bahamas
- Security and Intelligence Branch (SIB)
- Defence Force Intelligence Branch (DFIB)
- Financial Intelligence Unit (Bahamas) (FIU)

### Belgio
- Veiligheid van de Staat - Staatsveiligheid - Sûreté de l'État (SV/SE) - Sicurezza di Stato
- Algemene Dienst Inlichting en Veiligheid - Service Général du Renseignement et de la Sécurité (ADIV/SGRS) - Servizio Generale d'Informazioni e Sicurezza

### Bielorussia
- Komitet Gosudarstvennoi Besopasnosti (KGB) - Comitato Sicurezza Governativo

### Bosnia ed Erzegovina
- Obavještajno sigurnosna agencija (OSA)
- Agencija za istragu i zaštitu (SIPA)

### Brasile
- Agência Brasileira de Inteligência (ABIN) - Agenzia Brasiliana d'Informazioni

### Brunei
- Jabatan Keselamatan Dalam Negeri (JKDN) - Dipartimento di Sicurezza Interna

### Bulgaria
- Nacionalna razuznavatelna sluzhba (NRS) - Servizio Nazionale d'Informazioni
- Nacionalna sluzhba za sigurnost (NSS) - Servizio di Sicurezza Nazionale
- Razuznavatelno Upravlenye (J-2) - Direzione Informazioni dell'Esercito
- Sluzhba Voyenna Informatsya (SVI) - Servizio Informazioni Operative Militari
- Sluzhba Sigurnost Voyenna Politsya i Voyenno Kontrarazuznavanye - Servizio di Sicurezza, Polizia Militare e Controspionaggio
- Razusnavetelno Upravlenie na Ministerstvoto na Narodnata Otbrana - Direzione Informazioni del Ministero della difesa Popolare

## C

### Canada
- Canadian Security Intelligence Service (CSIS)
- Communications Security Establishment (CSE)
- Canadian Forces Intelligence Branch
- Financial Transactions and Reports Analysis Centre of Canada (FINTRAC)

### Cile
- DINA (fino al 1977)
- Centro Nacional de Información

### Cina
- Guojia Anquan Bu (Guoanbu) - Ministero della Sicurezza di Stato
- Gonggong Anquan Bu (Gonganbu) - Ministero della Pubblica Sicurezza

### Città del Vaticano
- Corpo della Gendarmeria - (svolge funzioni di intelligence) (SIV) servizio intelligence vaticano.

### Colombia
- Departamento Administrativo de Seguridad (DAS) - Dipartimento Amministrativo di Sicurezza (fino al 2011)
- Agencia nacional de inteligencia de Colombia (ANIC)
- Centro Técnico de Investigacion (CTI)
- Dirección de Inteligencia Policial (DIPOL)
- Jefatura de Inteligencia y Contrainteligencia

### Corea del Nord
Forza per Operazioni Speciali dell'Armata Popolare Coreana - Intelligence

### Corea del Sud
- National Intelligence Service (NIS) - Servizio d'Informazioni Nazionale
- Defense Security Command (DSC) - Comando di Sicurezza della Difesa

### Costa Rica
- Direccion de Inteligencia y Seguridad Nacional (DIS)

### Croazia
- Sigurnosno-obavještajna agencija (SOA) - Agenzia per la sicurezza e le informazioni
- Vojna sigurnosno-obavještajna agencija (VSOA) - Agenzia di Sicurezza Militare

### Cuba
- Departamento América (DA) - Dipartimento America del Partito Comunista
- Dirección General de Inteligencia (DGI) - Direzione Generale d'Informazioni
- Dirección General de Contrainteligencia (DGCI) - Direzione Generale di Controspionaggio
- 5ª Dirección de Seguridad del Estado - 5ª Direzione della Sicurezza dello Stato
- Dirección de Inteligencia Militar (DIM) - Direzione d'Informazioni Militari
- Dirección de Contrainteligencia Militar (DCM) - Direzione di Controspionaggio Militari

## D

### Danimarca
- Politiets Efterretningstjeneste (PET) - Servizio d'Informazioni della Polizia
- Forsvarets Efterretningstjeneste (FE) - Servizio d'Informazioni della Difesa

## E

### Ecuador
- Inteligencia Militar de Ecuador (AEIM) - Informazioni Militari dell'Ecuador

### Egitto
- E.G.I.D. - Egyptian General Intelligence Directored (mukhabarat al ‘amma) - Servizio d'Informazioni Generali Estere
- E.M.I. - Egyptian Military Intelligence (mukhabarat al harbeya) servizio di informazioni militari
- S.S.I.S. - State Security Investigations Service (mabahes amn al dawla) servizio di investigazioni di sicurezza di stato

### Estonia
- Kaitsepolitseiamet (KAPO) - Consiglio di Sicurezza della Polizia
- Riigi Teabeamet - Servizio d'Informazion

### Etiopia
- Beherawi Mereja na Deheninet Agelgelot

## F

### Filippine
- Intelligence Group - Polizia Nazionale Filippina
- Intelligence Service of the Armed Forces of the Philippines (ISAFP)
- National Intelligence Coordinating Agency (NICA)
- National Bureau of Investigation (NBI)

### Finlandia
- Suojelupoliisi (Supo) - Polizia di Protezione

### Francia
Ministero della difesa
- la Direction Générale de la Sécurité Extérieure (DGSE), spionaggio e controspionaggio all'esterno del territorio nazionale.
- la Direction du Renseignement Militaire (DRM), intelligenza tattica e strategica su teatri delle operazioni militari.
- la Direction de la Protection et de la Sécurité de la Défense (DPSD), sicurezza delle installazioni e del personale militare.

Ministero dell'interno
- la Direction Centrale du Renseignement Intérieur (DCRI), controspionaggio e lotta anti-terrorismo all'interno del territorio nazionale.
- l'Unité de Coordination de la Lutte AntiTerroriste (UCLAT), coordinamento della lotta anti-terrorismo tra tutti i servizi dello Stato.

Ministère de l'économie et des finances
- la Direction Nationale du Renseignement et des Enquêtes Douanières (DNRED), indagini doganali e movimenti sospetti di merci.
- Traitement du Renseignement et Action contre les Circuits Financiers clandestins (TRACFIN), intelligence sui traffici finanziari illegali.

## G

### Georgia
- SUSINA - Ministero della Sicurezza di Stato

### Germania
- Bundesamt für Verfassungsschutz (BfV) - Ufficio Federale per la Protezione della Costituzione (Servizio di intelligence nazionale)
- 16 autorità dei Stati federati della Germania per la protezione della costituzione
- Bundesnachrichtendienst (BND) - Servizio Federale d'Informazioni (Servizio di intelligence estera civile e militare)
- Militärischer Abschirmdienst (MAD) - Servizio di Protezione Militare (Servizio militare di controspionaggio e antiestremismo)

### Giappone
- Cabinet Intelligence Council
  - Joint Intelligence Council
- Naikaku Jouho Chousashitsu (Naicho) (Cabinet Intelligence and Research Office)
  - Cabinet Satellite Intelligence Center (CSICE)
- Public Security Intelligence Agency (PSIA)
- Defense Agency - Agenzia della Difesa
  - Defense Intelligence Division(DID)
  - Defense Intelligence Headquarters (DIH)
- Intelligence and Analysis Service (IAS)
- Security Bureau (SB)

### Giordania
- Dairat al-Mukhabarat al-Ammah - Dipartimento Generale delle Informazioni

### Grecia
- Ethniki Ypiresia Pliroforion (EYP) - Servizio Informazioni Nazionale

## K

### Kazakistan
- Komitet Natsional'noi Bezopasnosti (KNB) - Commissione nazionale di sicurezza

### Kosovo
- Financial Intelligence Unit (FIU)

## I

### India
- Central Bureau of Investigation (CBI)
- Defense Intelligence Agency (DIA)
- Intelligence Bureau (IB)
- Research and Analysis Wing (RAW)

### Indonesia
- Badan Intelijen Nasional (BIN)

### Iran
- Vezarat-e Ettela'at va Amniat-e Keshvar (VEVAK) - Ministero delle Informazioni e della Sicurezza Nazionale

### Iraq
- Iraqi National Intelligence Service
- Mudiriyat al-Amn al-Amma (creata nel gennaio 2004, sciolta nel marzo dello stesso anno)

### Irlanda
- G2 - Informazioni Militari

### Israele
- Ha-Mossad le-Modiin ule-Tafkidim Meyuhadim (Mossad) - Istituto Informazioni e Operazioni Speciali
- Sherut ha-Bitachon ha-Klali (Shin Bet) - Servizio Generale di Sicurezza
- Agaf ha-Modi'in (Aman) - Servizio Informazioni Militare

### Italia
Dal 1977 al 2007
- Comitato esecutivo per i servizi di informazione e sicurezza (CESIS)
- Servizio per le Informazioni e la Sicurezza Democratica  (SISDE)
- Servizio per le Informazioni e la Sicurezza Militare (SISMI)
- Servizio informazioni operative e situazione (SIOS)
- II Reparto informazioni e sicurezza (dal 1 gennaio 1998)

Attuali
- Autorità delegata per la sicurezza della Repubblica presso la Presidenza del Consiglio dei Ministri:
  - Dipartimento delle informazioni per la sicurezza (DIS)
  - Agenzia informazioni e sicurezza esterna (AISE)
  - Agenzia informazioni e sicurezza interna (AISI)
- II Reparto informazioni e sicurezza (RIS)

### Isola di Man
- Special Branch

## L

### Libia
- Jamahiriya el-Mukhabarat (sciolta nel 2011)

### Lituania
- Valstybés Saugumo Departamentas (VSD) - Dipartimento di Sicurezza dello Stato

### Lussemburgo
- Service de Renseignement de l'Etat - Servizio Informazioni di Stato

## M

### Macedonia del Nord
- Agencija za Razuznavanje

### Malaysia
- Jabatan Risikan Persekutuan - Dipartimento d'Informazioni Federale
- Kor Risikan DiRaja - Corpo Reale d'Informazioni

### Maldive
- National Security Service (NSS)

### Malta
- Malta Secret Service (MSS)

### Marocco
- Direction Generale de la Sûreté Nationale (DGSN) - Direzione Generale della Sicurezza Nazionale
- Direction de la Surveillance du Territoire (DST) - Direzione della Sorveglianza del Territorio
- Direction du Renseignement Militaire (DRM) - Direzione delle Informazioni Militari
- Renseignements Généraux (RG) - Servizio d'Informazioni Generale

### Mauritius
- National Security Service (NSS)

### Messico
- Centro de Investigación y Seguridad Nacional (CISEN) - Centro d'Investigazione e Sicurezza Nazionale

### Moldavia
- Serviciul de Informații și Securitate (SIS) - Servizio Informazioni e Sicurezza della Repubblica Moldava

### Mongolia
- General Intelligence Agency of Mongolia (GIA) - Agenzia d'Informazioni Generale della Mongolia

## N

### Nigeria
- State Security Service (SSS)
- National Intelligence Agency (NIA) - Agenzia d'Informazioni Nazionale

### Norvegia
- Politiets Sikkerhetstjeneste (PST) - Agenzia di Sicurezza della Polizia
- Nasjonal Sikkerhetsmyndighet (NSM) - Autorità di Sicurezza Nazionale
- Forsvarets Etterretningstjeneste - Agenzia d'Informazioni della Difesa

### Nuova Zelanda
- Government Communications Security Bureau
- Security Intelligence Service

## P

### Paesi Bassi
- Algemene Inlichtingen en Veiligheidsdienst (AIVD) - Servizio Informazioni e Sicurezza Generale
- Militaire Inlichtingen en Veiligheidsdienst (MIVD) - Servizio Informazioni e Sicurezza Militare

### Pakistan
- Inter-Services Intelligence (ISI)
- Intelligence Bureau (IB)
- Military Intelligence (MI)

### Perù
- Consejo Nacional de Inteligencia (CNI) - Consiglio Nazionale d'Informazioni

### Polonia
- Agencja Bezpieczeństwa Wewnętrznego (ABW) - Agenzia di Sicurezza Interna
- Agencja Wywiadu (AW) - Agenzia di Informazioni
- Centralne Biuro Antykorupcyjne (CBA) - Ufficio Centrale Anticorruzione
- Służba Kontrwywiadu Wojskowego (SKW) - Servizio per il Controspionaggio Militare
- Służba Wywiadu Wojskowego (SWW) - Servizio per lo Spionaggio Militare

### Portogallo
- Sistema de Informações da República Portuguesa (SIRP) - Sistema d'Informazioni della Repubblica Portoghese
- Serviço de Informações de Segurança (SIS) - Servizio d'Informazioni di Sicurezza
- Serviço de Informações Militares (SIM) - Servizio d'Informazioni Militari
- Serviço de Informações Estratégicas de Defesa (SIED) - Servizio d'Informazioni Strategiche della Difesa

## R

### Regno Unito
- Defence Intelligence (DIS)
- Government Communications Headquarters (GCHQ)
- Joint Intelligence Committee (JIC)
- Intelligence Corps
- National Crime Agency (NCI) - organismo di polizia
- Police Intelligence - organismo di polizia
- Secret Intelligence Service (SIS o MI6)
- Security Service (MI5)
- Special Branch

### Repubblica Ceca
- Bezpečnostní informační služba (BIS) - Servizio Sicurezza e Informazioni
- Úřad pro zahraniční styky a informace (UZSI) - Ufficio Relazioni Estere e Informazioni
- Vojenské zpravodajství - Informazioni Militari e Polizia Segreta

### Repubblica di Cina (Taiwan)
- National Security Bureau (NSB)

### Repubblica Dominicana
- Departamento Nacional de Investigaciones (DNI) - Dipartimento Nazionale d'Investigazioni

### Romania
- Serviciul Român de Informaţii (SRI) - Servizio Informazioni Rumeno
- Serviciul de Informaţii Externe (SIE) - Servizio Informazioni Estere
- Serviciul de Protecţie şi Pază (SPP) - Servizio Protezione e Sicurezza
- Serviciul de Telecomunicaţii Speciale (STS) - Servizio Telecomunicazioni Speciali
- Direcţia Generală de Informaţii a Apărării (DGIA) - Direzione Generale d'Informazioni della Difesa
- Directia Generală de Informaţii şi Protecţie Internă - (DGIPI) Direzione Generale delle Informazioni e della Protezione Interna

### Russia
- Federalnaya Sluzhba Besopasnosti (FSB) (ex KGB) - Servizio Sicurezza Federale
- Federal'naja služba ochrany (FSO) - Servizio Federale di Protezione
- Služba special'noj svjazi i informacii - Servizio speciale di raccolta ed analisi dei segnali elettronici e delle comunicazioni dei paesi stranieri
- Federalnaya Pogranichnaya Sluzhba (FPS) - Servizio Federale di Frontiera guardie di frontiera non servizio segreto
- Glavnoe razvedyvatel'noe upravlenie (GRU) - Direzione Informazioni Militari
- Prezidentskaya Sluzhba Besopasnosti (PSB) - Servizio Sicurezza Presidenziale servizio di sicurezza non servizio segreto
- Sluzhba Vneshney Razvedki (SVR) - Servizio Informazioni Estere

## S

### Serbia
- Bezbednosno Informativna Agencija (BIA) - Agenzia Nazionale d'Informazioni

### Singapore
- Internal Security Department (ISD)
- Security and Intelligence Department (SID)

### Siria
- Idarat al-Mukhabarat al-Amma (Directorate of State Intelligence)
- Shu'bat al-Mukhabarat al-'Askariyya (Department of Military Intelligence)
- Idarat al-Mukhabarat al-Jawiyya (Directorate of Air Force Intelligence)

### Slovacchia
- Slovenská informačná služba (SIS) - Servizio d'Informazioni Slovacco
- Vojenské spravodajstvo - Servizio d'Informazioni Militare
- Národný bezpečnostný úrad (NBÚ) - Ufficio di Sicurezza Nazionale

### Slovenia
- Slovenska Obveščevalno-Varnostna Agencija (SOVA) - Agenzia Slovena d'Informazioni e Sicurezza
- Urad za varovanje tajnih podatkov (UVTP) - Ufficio per la Protezione delle Informazioni Segrete

### Spagna
- Centro Nacional de Inteligencia (CNI) - Centro Nazionale d'Informazioni
- Centro de Inteligencia de las Fuerzas Armadas (CIFAS) - Centro d'Informazioni delle Forze Armate
- Comisaría General de Información (CGI) - Commissariato Generale d'Informazioni
- Servicio de Información de la Guardia Civil (SIGC) - Servizio Informazioni della Guardia Civil
- Centro de Inteligencia Aérea - Centro d'Informazioni dell'Aeronautica
- Centro Nacional de Coordinación Antiterrorista (CNCA) - Antiterrorismo del Ministerio del Interior

### Stati Uniti d'America
- Air Intelligence Agency (AIA), diventata nel 2007 Air Force Intelligence, Surveillance and Reconnaissance Agency (AF ISRA)
- Army Intelligence Center
- Central Intelligence Agency (CIA) - Agenzia d'Informazioni Centrale
  - National Clandestine Service (NCS)
- Coast Guard Intelligence
- Defense Intelligence Agency (DIA)
- Department of Homeland Security (DHS)
- Department of Energy
  - Office of Intelligence
- Department of State
  - Bureau of Intelligence and Research (INR)
- Department of Transportation
  - Intelligence Coordination Center
- Department of the Treasury
  - Office of Intelligence Support
- Federal Bureau of Investigation (FBI)
  - National Security Division polizia federale
- Information Analysis and Infrastructure Protection Directorate
- Marine Corps Intelligence Activity (MCIA)
- National Drug Intelligence Center (NDIC)
- National Geospatial-Intelligence Agency (NGA)
- National Intelligence Council (NIC)
- National Reconnaissance Office (NRO)
- National Security Agency (NSA)
- Office of Naval Intelligence (ONI)

### Sudafrica
- National Intelligence Agency (NIA)
- South African Secret Service (SASS)
- South African National Defence Force Intelligence Division (SANDF-ID)
- Crime Intelligence Division (SAPS)

### Svezia
- Militära underrättelse- och säkerhetstjänsten (MUST) - Servizio d'Informazioni e Sicurezza Militare
- Säkerhetspolisen (SÄPO) - Servizio di Sicurezza della Polizia
- Kontoret för särskild inhämtning (KSI)
- Försvarets Radioanstalt (FRA) - Unità Radio della Difesa

### Svizzera
- Servizio delle attività informative della Confederazione (SIC) - Nachrichtendienst des Bundes, Services de renseignement de la Confédération
- Strategischer Nachrichtendienst (SND) - Servizio Informazioni Strategiche
- Dienst für Analyse und Prävention (DAP) - Servizio Analisi e Prevenzione
- Militärischer Nachrichtendienst (MND) - Servizio Informazioni Militare
- Luftwaffennachrichtendienst (LWND) - Servizio Informazioni dell'Aeronautica

## T

### Thailandia
- Sahmnakkhaogrong-hangshaat (NIA) - Agenzia d'Informazioni Nazionale

### Trinidad e Tobago
- Strategic Services Agency (SSA)

### Tunisia
- Agence des renseignements et de la sécurité pour la défense (ministero della difesa nazionale)
- Direction générale des services spécialisés (ministero dell'interno)
- Direction générale de la sûreté militaire (ministero della difesa nazionale)

### Turchia
- Milli Istikbarat Teskilati (MIT) - Organizzazione Nazionale d'Informazioni
- Jandarma Istihbarat ve Terorle Mucadele (JITEM)

### Turkmenistan
- Komitet Natsionalnogo Besopasnosti (KNB) - Comitato per la Sicurezza Nazionale

## U

### Ucraina
- Holovne Upravlinnja Rozvidky (HUR) - Direzione Centrale d'Informazioni
- Služba Bezpeky Ukraïny  (SBU) - Servizio di sicurezza dell'Ucraina
- Služba Zovnišn'oï Rozvidky  (SZR) - Servizio d'Informazioni Estero

### Uganda
- External Security Organisation (ESO)

### Ungheria
- Információs Hivatal (IH) - Ufficio Informazioni
- Katonai Biztonsági Hivatal (KBH) - Ufficio della Sicurezza Militare
- Katonai Felderítő Hivatal (KFH) - Ufficio Ricognizione Militare
- Nemzetbiztonsági Hivatal (NBH) - Ufficio della Sicurezza Nazionale
- Nemzetbiztonsági Szakszolgálat (NBSZ) - Servizio Speciale per la Sicurezza Nazionale

## V

### Venezuela
- Servicio Bolivariano de Inteligencia Nacional (SEBIN) - Servizio Nazionale Bolivariano di Spionaggio
- Dirección General de Contrainteligencia Militar (DGCIM) - Direzione Generale di Controspionaggio Militare

### Vietnam
- Bo Cang An (BCA) - Servizio d'Informazioni Interno
- Tổng cục 2 tình báo quân đội (TC2) - Seconda Commissione Centrale d'Informazioni Militari
- Quang Bao - Servizio d'Informazioni Militare

## Y

### Yemen
- al-Amn al-Watami - Servizio d'Informazioni
- al-Amn al-Siyassi - Servizio di Sicurezza
- al-Amn al-Markazi - Servizio d'Informazioni Militare

## Z

### Zimbabwe
- Central Intelligence Organization (CIO) - Organizzazione Centrale d'Informazioni